# Parafia św. Apostołów Piotra i Pawła w Toruniu
Parafia św. Apostołów Piotra i Pawła w Toruniu – parafia rzymskokatolicka w diecezji toruńskiej, w dekanacie Toruń IV, z siedzibą w Toruniu.
Parafia powstała pod koniec XVI wieku w Podgórzu, wówczas samodzielnej miejscowości. Pierwszą świątynią parafią był kościół pw. Najświętszej Maryi Panny i św. Jacka, znajdujący się w pobliżu starego cmentarza przy ul. Poznańskiej. W XVII wieku wybudowano nową świątynię, jej nowym patronem została św. Anna. Kościół został zniszczony przez wojska francuskie 21 stycznia 1813 roku. Świątynia nie została odbudowana. Kościołem parafialnym został kościół klasztorny franciszkanów, której patronami byli św. Piotr i Paweł. W 1832 roku władze Prus dokonały kasaty klasztoru, franciszkanie pozostali w Podgórzu do 1834 roku. Posługa duszpasterska przeszła na księży diecezjalnych. W 1938 roku Podgórz przyłączono do Torunia. W 1987 roku franciszkanie wrócili do Podgórza.

## Odpust
- Świętych Apostołów Piotra i Pawła – 29 czerwca ipsa die[3]
- Świętego Franciszka z Asyżu – 4 października ipsa die[3]
- Niepokalanego Poczęcia NMP – 8 grudnia ipsa die[3]

## Ulice
Ulice na obszarze parafii:
- 63. Pułku Piechoty
- Akacjowa
- Drzymały
- Hallera
- Idzikowskiego
- Inowrocławska
- Jasna
- Kluczyki
- Letnia
- Młyńska
- Nieszawka
- Okólna
- Paderewskiego
- Parkowa
- Podgórska
- Poznańska
- Przy Grobli
- Pstrowskiego
- Środkowa
- Urzędnicza
- Wiślana
- Wyrzyska
- Zagrodowa